# Europees kampioenschap honkbal 2010
De 31e editie van het Europees kampioenschap honkbal werd van 22 juli tot en met 1 augustus 2010 in Heidenheim an der Brenz, Neuenburg am Rhein en Stuttgart in Duitsland gespeeld. Titelverdediger was Nederland, dat in 2007 voor de 20e keer de Europese titel veroverde. Het toernooi werd door Italië gewonnen door Nederland in de finale met 8-4 te verslaan. Beide landen stonden voor de 17e keer tegen elkaar in de finale waarvan Nederland er negen en Italië er acht won. Het was de negende Italiaanse titel.
Door de zware regenval tijdens het toernooi moest het oorspronkelijke wedstrijdschema diverse keren worden aangepast en werden twee wedstrijden geannuleerd; de strijd om de 11e/12e plaats en die om de 9e/10e plaats.
Het toernooi zou oorspronkelijk in 2009 worden gehouden. Rusland was als organisator aangewezen maar moest begin 2008 de organisatie teruggeven aan de Europese Honkbalfederatie (CEB) omdat de accommodaties niet op tijd gereed zouden zijn. Daarnaast wilde de CEB het toernooi in de even jaren organiseren om uit de schaduw van het wereldkampioenschap honkbal te komen. Duitsland had zich kandidaat gesteld voor 2011 en was bereid om het EK al in 2010 te organiseren. Nederland, dat ook interesse had voor de organisatie in 2011, stelt zich nu kandidaat voor de editie van 2012. In dat jaar viert de KNBSB haar 100-jarig bestaan.
De top vier van dit Europese kampioenschap plaatste zich rechtstreeks voor het wereldkampioenschap honkbal 2011, de top zeven voor het Europees kampioenschap honkbal 2012.

## Deelnemers
De top zeven van het vorige Europees kampioenschap (2007) was direct geplaatst voor de eindronde; dit waren achtereenvolgens Nederland, Verenigd Koninkrijk, Spanje, Duitsland, Frankrijk, Zweden en Italië. In de kwalificatie probeerden 23 landen zich te plaatsen voor een van de overige vijf plaatsen.

## Kwalificatie
Aan de kwalificatie namen 23 landen deel die in vijf groepen waren ingedeeld. De groepswinnaar plaatste zich voor de eindronde.

### Groep A
De wedstrijden in Groep A werden van 7 tot en met 12 juli 2008 in Trnava, Slowakije gespeeld.
| # | Land      | W | V | Beslissing |
| - | --------- | - | - | ---------- |
| 1 | Roemenië  | 4 | 0 |            |
| 2 | Oekraïne  | 3 | 1 |            |
| 3 | Slowakije | 2 | 2 |            |
| 4 | Hongarije | 1 | 3 |            |
| 5 | Finland   | 0 | 4 |            |

| Datum                                         | Team 1    | Uitslag  | Team 2    |
| --------------------------------------------- | --------- | -------- | --------- |
| 07/07                                         | Finland   | 0-8      | Roemenië  |
| 07/07                                         | Slowakije | 1-4 (7)  | Oekraïne  |
| 08/07                                         | Hongarije | 0-5      | Oekraïne  |
| 08/07                                         | Roemenië  | 8-5      | Slowakije |
| 09/07                                         | Oekraïne  | 0-1 (10) | Roemenië  |
| 09/07                                         | Finland   | 0-10 (7) | Hongarije |
| 10/07                                         | Oekraïne  | 13-3 (7) | Finland   |
| 10/07                                         | Hongarije | 1-12 (8) | Slowakije |
| 11/07                                         | Roemenië  | 3-2      | Hongarije |
| 11/07                                         | Slowakije | 10-0 (7) | Finland   |
| Finale (best-of-3, inclusief groepswedstrijd) |           |          |           |
| 12/07                                         | Roemenië  | 1-8      | Oekraïne  |
| 12/07                                         | Oekraïne  | 16-4 (7) | Roemenië  |

### Groep B
De wedstrijden in Groep B werden van 7 tot en met 12 juli 2008 in Praag, Tsjechië gespeeld.
| # | Land        | W | V | Beslissing     |
| - | ----------- | - | - | -------------- |
| 1 | Tsjechië    | 4 | 0 |                |
| 2 | Slovenië    | 2 | 2 | 1-1; 2.38 RA/9 |
| 3 | Polen       | 2 | 2 | 1-1; 5.52 RA/9 |
| 4 | Wit-Rusland | 2 | 2 | 1-1; 8.44 RA/9 |
| 5 | Letland     | 0 | 4 |                |

| Datum                                         | Team 1      | Uitslag       | Team 2      |
| --------------------------------------------- | ----------- | ------------- | ----------- |
| 07/07                                         | Letland     | 0-17 (7)      | Slovenië    |
| 07/07                                         | Wit-Rusland | 0-10 (7)      | Tsjechië    |
| 08/07                                         | Slovenië    | 11-3          | Wit-Rusland |
| 08/07                                         | Polen       | 1-12 (7)      | Tsjechië    |
| 09/07                                         | Letland     | 1-24 (6)      | Polen       |
| 09/07                                         | Tsjechië    | 3-2 (11)      | Slovenië    |
| 10/07                                         | Tsjechië    | 22-2 (5)      | Letland     |
| 10/07                                         | Polen       | 2-4           | Wit-Rusland |
| 11/07                                         | Wit-Rusland | 17-7 (8)      | Letland     |
| 11/07                                         | Slovenië    | 2-3           | Polen       |
| Finale (best-of-3, inclusief groepswedstrijd) |             |               |             |
| 12/07                                         | Tsjechië    | 8-0           | Slovenië    |
| 12/07                                         | Slovenië    | niet gespeeld | Tsjechië    |

### Groep C
De wedstrijden in Groep C werden van 7 tot en met 12 juli 2008 in Karlovac, Kroatië gespeeld.
| # | Land      | W | V | Beslissing     |
| - | --------- | - | - | -------------- |
| 1 | Kroatië   | 4 | 0 |                |
| 2 | Litouwen  | 2 | 2 | 1-1; 4.86 RA/9 |
| 3 | Israël    | 2 | 2 | 1-1; 6.75 RA/9 |
| 4 | Bulgarije | 2 | 2 | 1-1; 9.00 RA/9 |
| 5 | Servië    | 0 | 4 |                |

| Datum                                         | Team 1    | Uitslag       | Team 2    |
| --------------------------------------------- | --------- | ------------- | --------- |
| 07/07                                         | Bulgarije | 11-8          | Israël    |
| 07/07                                         | Kroatië   | 18-1 (7)      | Servië    |
| 08/07                                         | Litouwen  | 7-2           | Servië    |
| 08/07                                         | Israël    | 1-6           | Kroatië   |
| 09/07                                         | Bulgarije | 0-8           | Litouwen  |
| 09/07                                         | Servië    | 9-11          | Israël    |
| 10/07                                         | Servië    | 10-22 (7)     | Bulgarije |
| 10/07                                         | Litouwen  | 3-8           | Kroatië   |
| 11/07                                         | Israël    | 2-1 (11)      | Litouwen  |
| 11/07                                         | Kroatië   | 7-6           | Bulgarije |
| Finale (best-of-3, inclusief groepswedstrijd) |           |               |           |
| 12/07                                         | Kroatië   | 5-4           | Litouwen  |
| 12/07                                         | Litouwen  | niet gespeeld | Kroatië   |

### Groep D
De wedstrijden in Groep D werden van 9 tot en met 12 juli 2008 in Abrantes, Portugal gespeeld.
| # | Land        | W | V | Beslissing |
| - | ----------- | - | - | ---------- |
| 1 | Griekenland | 3 | 0 |            |
| 2 | Rusland     | 2 | 1 |            |
| 3 | Portugal    | 1 | 2 |            |
| 4 | Ierland     | 0 | 3 |            |

| Datum                                         | Team 1      | Uitslag       | Team 2      |
| --------------------------------------------- | ----------- | ------------- | ----------- |
| 09/07                                         | Griekenland | 5-3           | Rusland     |
| 09/07                                         | Ierland     | 8-11          | Portugal    |
| 10/07                                         | Rusland     | 5-4 (10)      | Ierland     |
| 10/07                                         | Portugal    | 3-11          | Griekenland |
| 11/07                                         | Ierland     | 1-5           | Griekenland |
| 11/07                                         | Rusland     | 10-0 (8)      | Portugal    |
| Finale (best-of-3, inclusief groepswedstrijd) |             |               |             |
| 12/07                                         | Griekenland | 5-0           | Rusland     |
| 12/07                                         | Rusland     | niet gespeeld | Griekenland |

### Groep E
De wedstrijden in Groep D werden van 9 tot en met 12 juli 2008 in Antwerpen, België gespeeld.
| # | Land        | W | V | Beslissing |
| - | ----------- | - | - | ---------- |
| 1 | België      | 3 | 0 |            |
| 2 | Oostenrijk  | 2 | 1 |            |
| 3 | Zwitserland | 1 | 2 |            |
| 4 | Malta       | 0 | 3 |            |

| Datum                                         | Team 1      | Uitslag       | Team 2      |
| --------------------------------------------- | ----------- | ------------- | ----------- |
| 09/07                                         | Zwitserland | 2-10          | Oostenrijk  |
| 10/07                                         | Malta       | 1-15 (7)      | België      |
| 10/07                                         | Oostenrijk  | 30-4 (5)      | Malta       |
| 11/07                                         | België      | 12-5          | Zwitserland |
| 11/07                                         | Zwitserland | 16-4 (8)      | Malta       |
| 11/07                                         | België      | 5-2           | Oostenrijk  |
| Finale (best-of-3, inclusief groepswedstrijd) |             |               |             |
| 12/07                                         | België      | 3-1           | Oostenrijk  |
| 12/07                                         | Oostenrijk  | niet gespeeld | België      |
| vriendschappelijk                             |             |               |             |
| 12/07                                         | Zwitserland | 12-6          | Malta       |

## Eindronde

### Eerste ronde

#### Groep A
| # | Land      | W | V | Beslissing |
| - | --------- | - | - | ---------- |
| 1 | Nederland | 5 | 0 |            |
| 2 | Duitsland | 4 | 1 |            |
| 3 | Frankrijk | 3 | 2 |            |
| 4 | Tsjechië  | 2 | 3 |            |
| 5 | België    | 1 | 4 |            |
| 6 | Oekraïne  | 0 | 5 |            |

| Datum | Plaats     | Tijd  | Team 1    | Uitslag    | Team 2    |
| ----- | ---------- | ----- | --------- | ---------- | --------- |
| 23/07 | Neuenburg  | 17:00 | Frankrijk | naar 27/07 | België    |
| 23/07 | Heidenheim | 18:00 | Tsjechië  | naar 26/07 | Nederland |
| 23/07 | Stuttgart  | 19:00 | Oekraïne  | 0-10 (8)   | Duitsland |
|       |            |       |           |            |           |
| 24/07 | Heidenheim | 13:00 | België    | 9-0        | Oekraïne  |
| 24/07 | Neuenburg  | 16:00 | Nederland | 10-0 (7)   | Frankrijk |
| 24/07 | Stuttgart  | 19:00 | Duitsland | 6-2        | Tsjechië  |
|       |            |       |           |            |           |
| 25/07 | Stuttgart  | 14:30 | Duitsland | 8-4        | België    |
| 25/07 | Neuenburg  | 15:00 | Frankrijk | 6-1        | Tsjechië  |
| 25/07 | Heidenheim | 18:00 | Nederland | 12-2 (7)   | Oekraïne  |
|       |            |       |           |            |           |
| 26/07 | Heidenheim | 10:30 | Tsjechië  | 1-7        | Nederland |
| 26/07 | Heidenheim | 14:30 | Tsjechië  | 10-1 (8)   | België    |
| 26/07 | Neuenburg  | 17:00 | Frankrijk | 10-2       | Oekraïne  |
| 26/07 | Heidenheim | 18:00 | Nederland | naar 28/07 | Duitsland |
|       |            |       |           |            |           |
| 27/07 | Stuttgart  | 10:30 | Frankrijk | 8-2        | België    |
| 27/07 | Heidenheim | 14:30 | Oekraïne  | 1-11 (7)   | Tsjechië  |
| 27/07 | Stuttgart  | 14:30 | België    | 0-10       | Nederland |
| 27/07 | Stuttgart  | 19:00 | Duitsland | 10-9       | Frankrijk |
|       |            |       |           |            |           |
| 28/07 | Heidenheim | 17:30 | Nederland | 3-0        | Duitsland |

#### Groep B
| # | Land                | W | V | Beslissing |
| - | ------------------- | - | - | ---------- |
| 1 | Italië              | 4 | 1 |            |
| 2 | Griekenland         | 3 | 2 | 1-0 (12-9) |
| 3 | Zweden              | 3 | 2 | 0-1 (9-12) |
| 4 | Verenigd Koninkrijk | 2 | 3 | 1-0 (5-1)  |
| 5 | Spanje              | 2 | 3 | 0-1 (1-5)  |
| 6 | Kroatië             | 1 | 4 |            |

| Datum | Plaats     | Tijd  | Team 1              | Uitslag    | Team 2              |
| ----- | ---------- | ----- | ------------------- | ---------- | ------------------- |
| 23/07 | Stuttgart  | 10:30 | Kroatië             | 1-10       | Verenigd Koninkrijk |
| 23/07 | Heidenheim | 13:00 | Zweden              | 9-12       | Griekenland         |
| 23/07 | Stuttgart  | 14:30 | Italië              | 9-1        | Spanje              |
|       |            |       |                     |            |                     |
| 24/07 | Stuttgart  | 10:30 | Spanje              | 7-6        | Kroatië             |
| 24/07 | Stuttgart  | 14:30 | Verenigd Koninkrijk | 1-4        | Zweden              |
| 24/07 | Heidenheim | 18:00 | Griekenland         | 1-13 (7)   | Italië              |
|       |            |       |                     |            |                     |
| 25/07 | Stuttgart  | 10:30 | Verenigd Koninkrijk | 2-12 (7)   | Italië              |
| 25/07 | Heidenheim | 13:00 | Zweden              | 12-2 (7)   | Kroatië             |
| 25/07 | Stuttgart  | 19:00 | Spanje              | 9-13       | Griekenland         |
|       |            |       |                     |            |                     |
| 26/07 | Stuttgart  | 10:30 | Verenigd Koninkrijk | 5-1        | Spanje              |
| 26/07 | Stuttgart  | 14:30 | Kroatië             | naar 28/07 | Griekenland         |
| 26/07 | Stuttgart  | 19:00 | Zweden              | naar 28/07 | Italië              |
|       |            |       |                     |            |                     |
| 27/07 | Neuenburg  | 11:30 | Spanje              | 16-6       | Zweden              |
| 27/07 | Neuenburg  | 17:00 | Griekenland         | 4-3 (10)   | Verenigd Koninkrijk |
| 27/07 | Heidenheim | 18:30 | Italië              | 13-1 (7)   | Kroatië             |
|       |            |       |                     |            |                     |
| 28/07 | Stuttgart  | 10:30 | Kroatië             | 13-1 (7)   | Griekenland         |
| 28/07 | Stuttgart  | 14:30 | Zweden              | naar 29/07 | Italië              |
|       |            |       |                     |            |                     |
| 29/07 | Stuttgart  | 10:30 | Zweden              | 3-2        | Italië              |

### Tweede ronde

#### Plaatsingwedstrijden
| Datum | Plaats     | Tijd  | Team 1              | Uitslag       | Team 2   | Opmerkingen             |
| ----- | ---------- | ----- | ------------------- | ------------- | -------- | ----------------------- |
| 28/07 | Stuttgart  | 19:00 | Oekraïne            | niet gespeeld | Kroatië  | beide landen 11e plaats |
| 30/07 | Stuttgart  | 10:30 | België              | niet gespeeld | Spanje   | beide landen 9e plaats  |
| 30/07 | Heidenheim | 10:30 | Verenigd Koninkrijk | 4 - 8         | Tsjechië | 7e/8e plaats            |

#### Hoofdronde
Hierin werden de onderlinge resultaten in de groepsfase meegenomen. De eerste drie van groep A speelden nog drie wedstrijden tegen de eerste drie van groep B.
| # | Land        | W | V | Beslissing |
| - | ----------- | - | - | ---------- |
| 1 | Italië      | 4 | 1 | 1-0 (11-3) |
| 2 | Nederland   | 4 | 1 | 0-1 (3-11) |
| 3 | Duitsland   | 3 | 2 |            |
| 4 | Griekenland | 2 | 3 | 1-0 (12-9) |
| 5 | Zweden      | 2 | 3 | 0-1 (9-12) |
| 6 | Frankrijk   | 0 | 5 |            |

| Datum | Plaats     | Tijd  | Team 1      | Uitslag    | Team 2      |
| ----- | ---------- | ----- | ----------- | ---------- | ----------- |
| 29/07 | Stuttgart  | 14:30 | Italië      | naar 30/07 | Frankrijk   |
| 29/07 | Heidenheim | 18:00 | Nederland   | naar 30/07 | Zweden      |
| 29/07 | Stuttgart  | 19:00 | Duitsland   | 17-8       | Griekenland |
| 30/07 | Stuttgart  | 10:30 | Zweden      | 3 - 2      | Frankrijk   |
| 30/07 | Heidenheim | 14:30 | Griekenland | 0-10 (8)   | Nederland   |
| 30/07 | Stuttgart  | 14:30 | Italië      | 9-2        | Frankrijk   |
| 30/07 | Heidenheim | 18:00 | Nederland   | 15-0 (5)   | Zweden      |
| 30/07 | Stuttgart  | 19:00 | Italië      | 8-6        | Duitsland   |
|       |            |       |             |            |             |
| 31/07 | Stuttgart  | 12:00 | Nederland   | 3-11       | Italië      |
| 31/07 | Heidenheim | 17:00 | Frankrijk   | 5-14       | Griekenland |
| 31/07 | Stuttgart  | 17:00 | Duitsland   | 8-0        | Zweden      |

### Finale
De finale werd door de nummers één en twee in de hoofdronde gespeeld.
| Datum | Plaats    | Tijd  | Team 1 | Uitslag | Team 2    |
| ----- | --------- | ----- | ------ | ------- | --------- |
| 01/08 | Stuttgart | 14:00 | Italië | 8-4     | Nederland |

## Eindrangschikking
1e  Italië
  2e  Nederland
  3e  Duitsland
  4e  Griekenland
  5e  Zweden
  6e  Frankrijk
  7e  Tsjechië
  8e  Verenigd Koninkrijk
  9e  België en  Spanje
11e  Kroatië en  Oekraïne
- Nummers 1 t/m 4 zijn geplaatst voor het Wereldkampioenschap honkbal 2011.
- Nummers 1 t/m 7 zijn geplaatst voor het Europees kampioenschap honkbal 2012.

1954 ·
1955 ·
1956 ·
1957 ·
1958 ·
1960 ·
1962 ·
1964 ·
1965 ·
1967 ·
1969 · 
1971 · 
1973 ·
1975 ·
1977 ·
1979 ·
1981 ·
1983 ·
1985 ·
1987 ·
1989 ·
1991 ·
1993 ·
1995 ·
1997 ·
1999 ·
2001 ·
2003 ·
2005 ·
2007 ·
2010 ·
2012 ·
2014 ·
2016 ·
2019 ·
2021 ·
2023 ·
2025